# NGC 4525
NGC 4525 è una galassia a spirale barrata situata nella costellazione della Chioma di Berenice.
William Herschel la scoprì il 13 marzo 1785.